# Anomis subfulvida
Anomis subfulvida är en fjärilsart som beskrevs av W. Warren 1913. Anomis subfulvida ingår i släktet Anomis och familjen nattflyn. Inga underarter finns listade i Catalogue of Life.